# Rufo de Éfeso

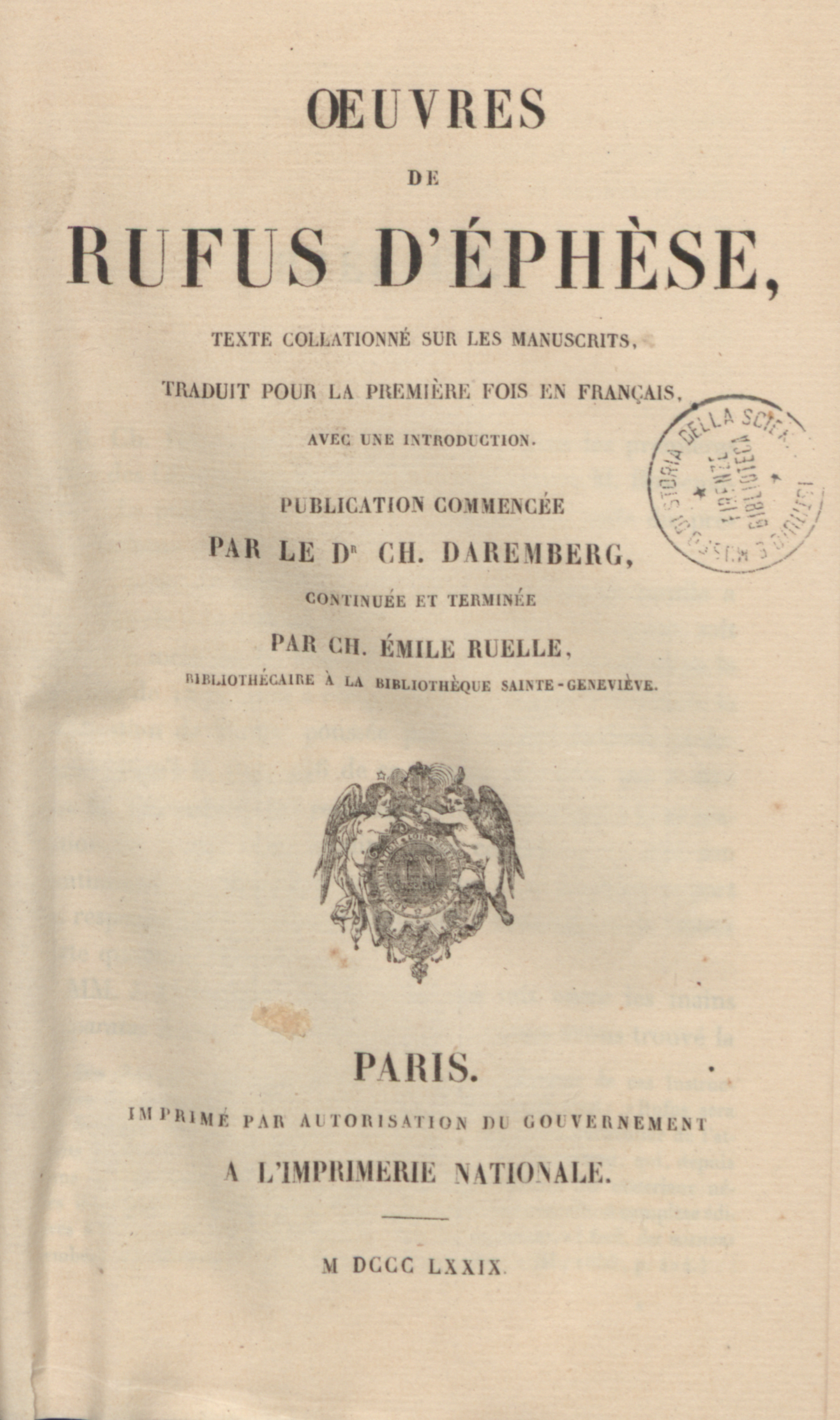
Ouvres, 1879

Rufo de Éfeso (em grego:  Ῥοῦφος ὁ Ἐφέσιος, fl. final do século I d.C. — início do século II d.C.) foi um médico e autor grego que escreveu tratados sobre dietética, patologia, anatomia e assistência ao paciente. Ele era de certa forma um seguidor de Hipócrates, embora às vezes criticasse ou se afastasse dos ensinamentos desse autor. Seus escritos tratavam de assuntos frequentemente negligenciados por outros autores, como o tratamento de escravos e idosos. Algumas de suas obras sobrevivem até hoje. Ele foi particularmente influente no Oriente, e algumas de suas obras sobrevivem apenas em árabe. Seus ensinamentos enfatizaram a importância da anatomia e buscaram abordagens pragmáticas para diagnóstico e tratamento.

## Vida
Pouco se sabe sobre a vida de Rufo. Segundo o Suda, ele viveu na época de Trajano (98-117), o que provavelmente está correto, pois Rufo cita Zeuxis e Dioscórides e é ele próprio citado por Galeno. Ele provavelmente estudou em Alexandria, pois faz comentários pessoais sobre a saúde geral dos cidadãos e doenças específicas. Ele então se estabeleceu em Éfeso, que era um centro da profissão médica.

## Obras
Ele escreveu vários trabalhos médicos, alguns dos quais sobrevivem. O principal deles é intitulado Sobre os Nomes das Partes do Corpo Humano. O trabalho contém informações valiosas sobre o estado da ciência anatômica antes da época de Galeno. Rufo considerou o baço absolutamente inútil. Ele sugeriu que os nervos recorrentes foram descobertos recentemente, dizendo: "Os antigos chamavam as artérias do pescoço de carótida, porque acreditavam que quando eram pressionados com força, o animal ficava com sono e perdia a voz; mas em nossa época, foi descoberto. que este acidente não procede da pressão sobre essas artérias, mas sobre os nervos contíguos a elas". Ele mostrou que os nervos procedem do cérebro e os dividiu em duas classes, os dos sentidos e os do movimento. Ele considerou o coração a sede da vida e notou que o ventrículo esquerdo é menor e mais grosso que o direito.
Os nomes de quase cem obras foram preservados por Galeno, o Suda, e especialmente por escritores árabes, que parecem ter traduzido quase todos eles para o árabe. Ibne Nadim mencionou seus poucos trabalhos, enquanto Husaibia mencionou 58 livros de Rufo de Éfeso. A maioria de suas obras foi perdida. Suas obras sobreviventes incluem:
- Sobre os Nomes das Partes do Corpo Humano
- Sobre as Doenças da Bexiga e dos Rins (texto em grego de 1977, CMG)
- Sobre Satiríase e Gonorreia
- Perguntas Médicas
- Sobre Gota (em latim)
- Sobre Nabidh (em árabe)
- Sobre Icterícia (em latim e árabe)
- Histórias de Casos (em árabe)

Alguns dos trabalhos perdidos incluem:
- Sobre a Medicina Antiga
- Sobre a Dieta dos Marítimos
- Sobre Drogas Nocivas
- Sobre as Lesões nos Membros
- Sobre o Leite

Seu pequeno ensaio, Perguntas Medicinais, é valioso porque seus conselhos sobre como um médico pode obter informações de um paciente através de perguntas oferecem um vislumbre do modo de cabeceira dos médicos antigos. Os escritores árabes também preservaram numerosos fragmentos do seu manual de autoajuda Para os Leigos. Outros fragmentos de suas obras perdidas são preservados por Galeno, Oribásio, Aécio, Rasis, ibne Albaitar, etc. Rufo também comentou algumas das obras de Hipócrates, e ele diz que Galeno foi um estudante diligente delas e sempre se esforçou para preservar as antigas leituras do texto.
Qusta ibn Luqa traduziu outro ensaio, Sobre Nabidh, para o árabe. Ibn Menduria Isfahani também editou 'Risalah al Nabidh'. Fuat Sezgin afirmou que uma cópia do manuscrito 'Risalah al Nabidh' existe até o momento apenas na Biblioteca da Universidade de Alepo. Mas outra cópia deste manuscrito também é preservada na biblioteca da Academia de Medicina e Ciências Medievais de Ibn Sina. Esta segunda cópia do manuscrito 'Risalah al Nabidh', datada de 1745 d.C., foi derivada de outro manuscrito datado de 1291 d.C., como Qusta ibn Luqa, sua tradutora, do texto original de Sobre Nabidh, de Rufo de Éfeso. Hakim Syed Zillur Rahman editou a segunda cópia do manuscrito 'Risalah al Nabidh' datada de 1745 d.C. com tradução e comentários detalhados.